# Rhinacanthus gracilis
Rhinacanthus gracilis là một loài thực vật có hoa trong họ Ô rô. Loài này được Klotzsch miêu tả khoa học đầu tiên.